# Iva Mekovec
Iva Mekovec (* 22. Februar 1995 in St. Gallen) ist eine ehemalige kroatische Tennisspielerin.

## Karriere
Mekovec begann mit fünf Jahren das Tennisspielen und bevorzugt Sandplätze. Sie spielt vor allem auf der ITF Women’s World Tennis Tour, wo sie bislang acht Titel im Einzel und einen Doppeltitel gewinnen konnte.
2011 startete sie bei den US Open im Juniorinneneinzel, wo sie aber bereits in der ersten Runde gegen Sachia Vickery mit 0:6 und 1:6 verlor. Im Juniorinnendoppel verlor sie an der Seite von Donna Vekić gegen die Paarung Klára Fabíková und Anna Karolína Schmiedlová mit 6:73 und 1:6.
2012 erreichte sie bei den Australian Open mit einem 3:6, 6:4 und 6:2 Sieg gegen Rutuja Bhosale die zweite Runde, wo sie dann gegen Eugenie Bouchard mit 3:6, 6:3 und 3:6 verlor. Im Juniorinnendoppel schied sie an der Seite von Jade Suvrijn bereits in der ersten Runde gegen Krista Hardebeck und Catherine Harrison mit 3:6 und 5:7 aus. Bei den French Open verlor sie in der ersten Runde des Juniorinneneinzels gegen Océane Dodin mit 3:6 und 6:76. Im Juniorinnendoppel verlor sie an der Seite von Mayar Sherif gegen Annika Beck und Kyle McPhillips mit 6:3, 2:6 und [6:10]. In Wimbledon verlor sie in der ersten Runde des Juniorinneneinzel gegen Barbora Krejčíková mit 5:7 und 2:6. Im selben Jahr gewann sie den Titel im Dameneinzel des J1 Villena. Im September konnte sie ihre ersten beiden ITF-Turniere im Einzel gewinnen. Im Dezember erhielt sie eine Wildcard für das Hauptfeld im Dameneinzel des mit 75.000 US-Dollar dotierten Al Habtoor Tennis Challenge, wo sie aber bereits in der ersten Runde gegen Nina Olegowna Brattschikowa mit 3:6 und 4:6 verlor.
2013 verlor sie im Juli im Dameneinzel des Tennis International in der ersten Runde gegen die topgesetzte Maša Zec Peškirič mit 2:6 und 5:7. Im September gewann sie zusammen mit Vladica Babić den Titel im Doppel des mit 25.000 US-Dollar dotierten Royal Cup NLB Montenegrobanka. Eine Woche später sicherte sie sich den Titel im Dameneinzel beim ITF-Turnier in Budva und konnte im November in Bol ihren vierten Einzeltitel bei einem ITF-Turnier gewinnen.
2014 schied sie an der Seite von Partnerin Ema Mikulčić beim Open GDF Suez 42 gegen Ilona Kramen und Diāna Marcinkēviča bereits in der ersten Runde mit 6:75 und 5:7 aus. Im Oktober konnte sie bei den Gosen Cup Swingbeach Int’l Ladies Open mit Siegen über Fatma Al-Nabhani und Yuka Higuchi das Viertelfinale erreichen, wo sie dann mit 3:6 und 4:6 gegen Junri Namigata verlor.
2015 erhielt sie eine Wildcard für das Hauptfeld im Dameneinzel der Wiesbaden Tennis Open, wo sie in der ersten Runde gegen Amandine Hesse mit 4:6, 6:3 und 0:6 verlor. Im gleichen Jahr spielte sie für den BASF TC Ludwigshafen in der 2. Tennis-Bundesliga.

## Turniersiege

### Einzel
| Nr. | Datum              | Turnier   | Kategorie   | Belag | Finalgegnerin       | Ergebnis       |
| --- | ------------------ | --------- | ----------- | ----- | ------------------- | -------------- |
| 1.  | 2. September 2012  | Osijek    | ITF $10.000 | Sand  | Kateřina Kramperová | 6:1, 6:2       |
| 2.  | 9. September 2012  | Triest    | ITF $10.000 | Sand  | Tatiana Búa         | 6:3, 6:2       |
| 3.  | 22. September 2013 | Budva     | ITF $10.000 | Sand  | Katarina Jokić      | 6:0, 1:6, 6:3  |
| 4.  | 24. November 2013  | Bol       | ITF $10.000 | Sand  | Milana Špremo       | 6:79, 6:0, 6:3 |
| 5.  | 17. August 2014    | Innsbruck | ITF $10.000 | Sand  | Martina Trevisan    | 2:6, 6:2, 6:1  |
| 6.  | 14. September 2014 | Bol       | ITF $10.000 | Sand  | Jana Fett           | 6:4, 6:1       |
| 7.  | 1. Februar 2015    | Antalya   | ITF $10.000 | Sand  | Ekaterine Gorgodse  | 6:4, 6:3       |
| 8.  | 7. Juni 2015       | Bol       | ITF $10.000 | Sand  | Anna Zaja           | 6:3, 6:2       |

### Doppel
| Nr. | Datum              | Turnier   | Kategorie   | Belag | Partnerin     | Finalgegnerinnen                   | Ergebnis          |
| --- | ------------------ | --------- | ----------- | ----- | ------------- | ---------------------------------- | ----------------- |
| 1.  | 14. September 2013 | Podgorica | ITF $25.000 | Sand  | Vladica Babić | Kateřina Vaňková Maša Zec Peškirič | 4:6, 7:61, [10:5] |